# Australopacifica traversii
Australopacifica traversii är en plattmaskart som först beskrevs av Henry Nottidge Moseley 1877.  Australopacifica traversii ingår i släktet Australopacifica och familjen Geoplanidae. Inga underarter finns listade i Catalogue of Life.